# Hymeniacidon fasciculata
Hymeniacidon fasciculata är en svampdjursart som först beskrevs av Robert Fredric Fredrik Fristedt 1887.  Hymeniacidon fasciculata ingår i släktet Hymeniacidon och familjen Halichondriidae. Inga underarter finns listade i Catalogue of Life.